# 高田若槻線
高田若槻線（たかだわかつきせん）は、長野県長野市高田の国道18号からわかれて同市若槻地域に至る都市計画道路。
起点付近を除く古牧小学校西交差点（国道19号交点） - 東長野病院北交差点が開通している。

## 概要

### 概説
長野市街地東郊に広がる住宅地を南北に貫く路線である。高田 - 吉田では国道19号・国道406号（平林街道）・SBC通りといった市街地から西に伸びる放射幹線道路を連絡する環状線として、また若槻大通りとして開通している区間では長野県道60号長野荒瀬原線とあわせて長野市と飯綱町・信濃町方面とを結ぶ放射幹線道路として機能する。
起点はMEGAドン・キホーテ長野店北側の国道18号交点の予定で、現在住宅地の間にわずかに残された田園地帯となっている区画を抜けて、国道19号まで短絡する。
国道19号交点から平林街道交点までの区間（延長671 m）は2008年（平成20年）に開通した区間であり、古牧中部土地区画整理事業地のほぼ中心を貫く。この区間は中央分離帯のある4車線道路であり、沿道には店舗が徐々に増えつつある。平林街道交点の先はそれ以前から概成・開通している区間であり、中央分離帯のない4車線道路である。西側にJR長野総合車両センター、東側にはJRの社宅群（鉄道宿舎地区）が広がり、北長野貨物駅の西方で北しなの線・北陸新幹線を陸橋で越える。陸橋の北詰で北長野通りと交差する。
ここからSBC通り交点までは、桐原牧神社のすぐ東側を抜け、桐原駅の東方で長野電鉄長野線をアンダーパスするもので、長野県街路事業により高田若槻線桐原〜吉田工区（延長872 m）として完成4車線で整備され2021年（令和3年）3月28日開通した。

### ギャラリー

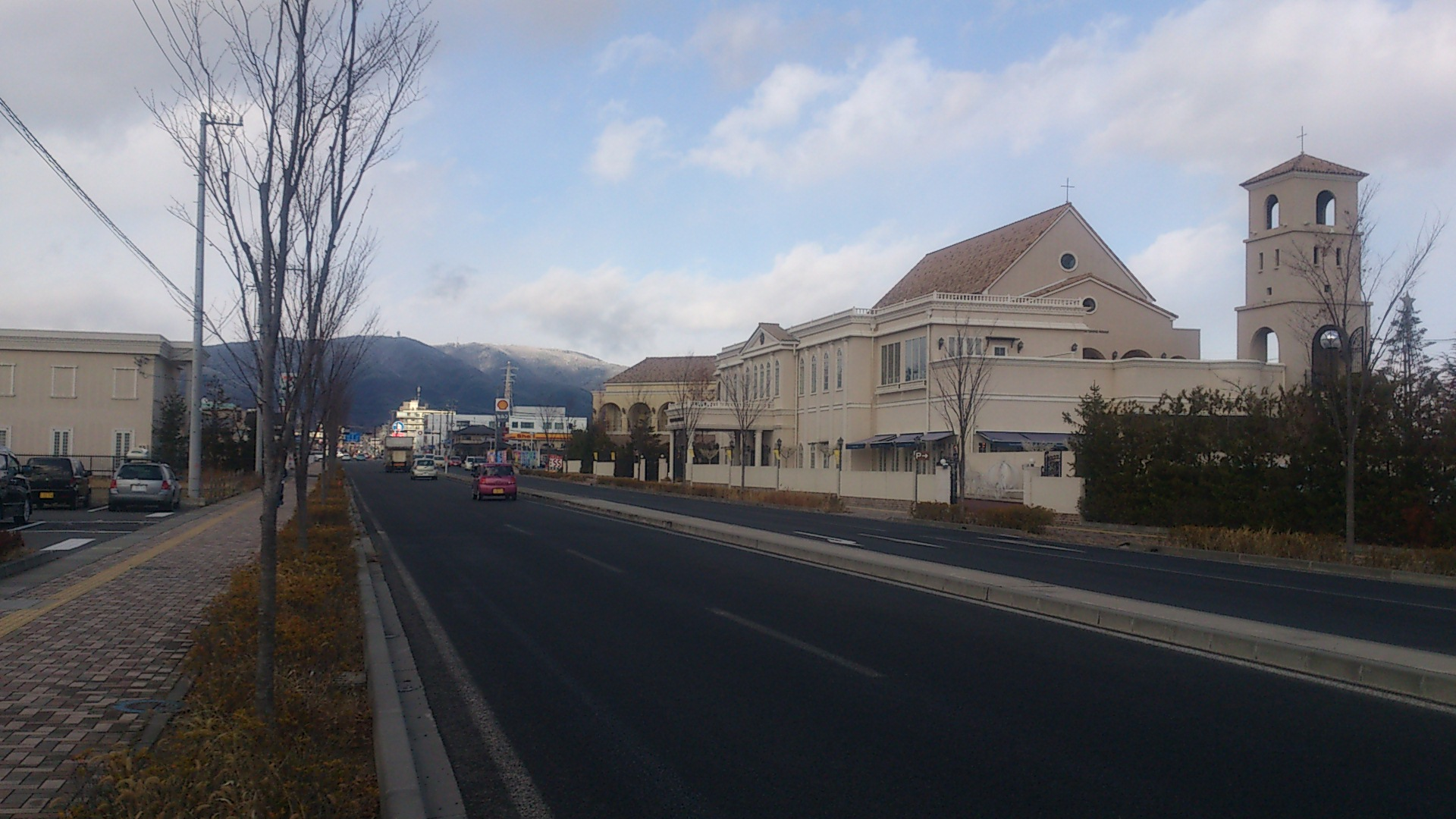
2008年（平成20年）の開通区間（西和田一丁目）
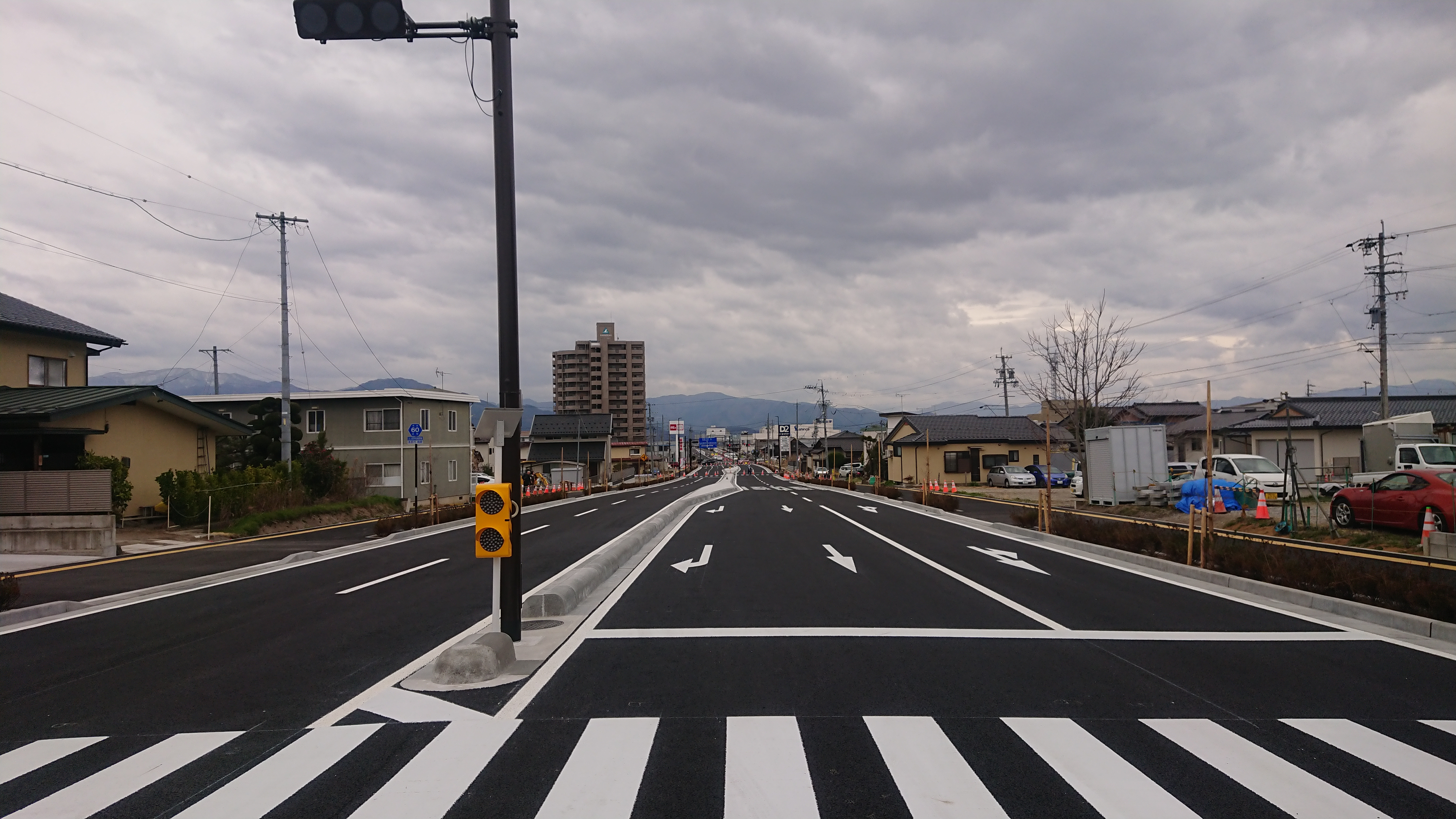
2021年（令和3年）の開通区間・桐原牧神社前から南方を望む（桐原一丁目）
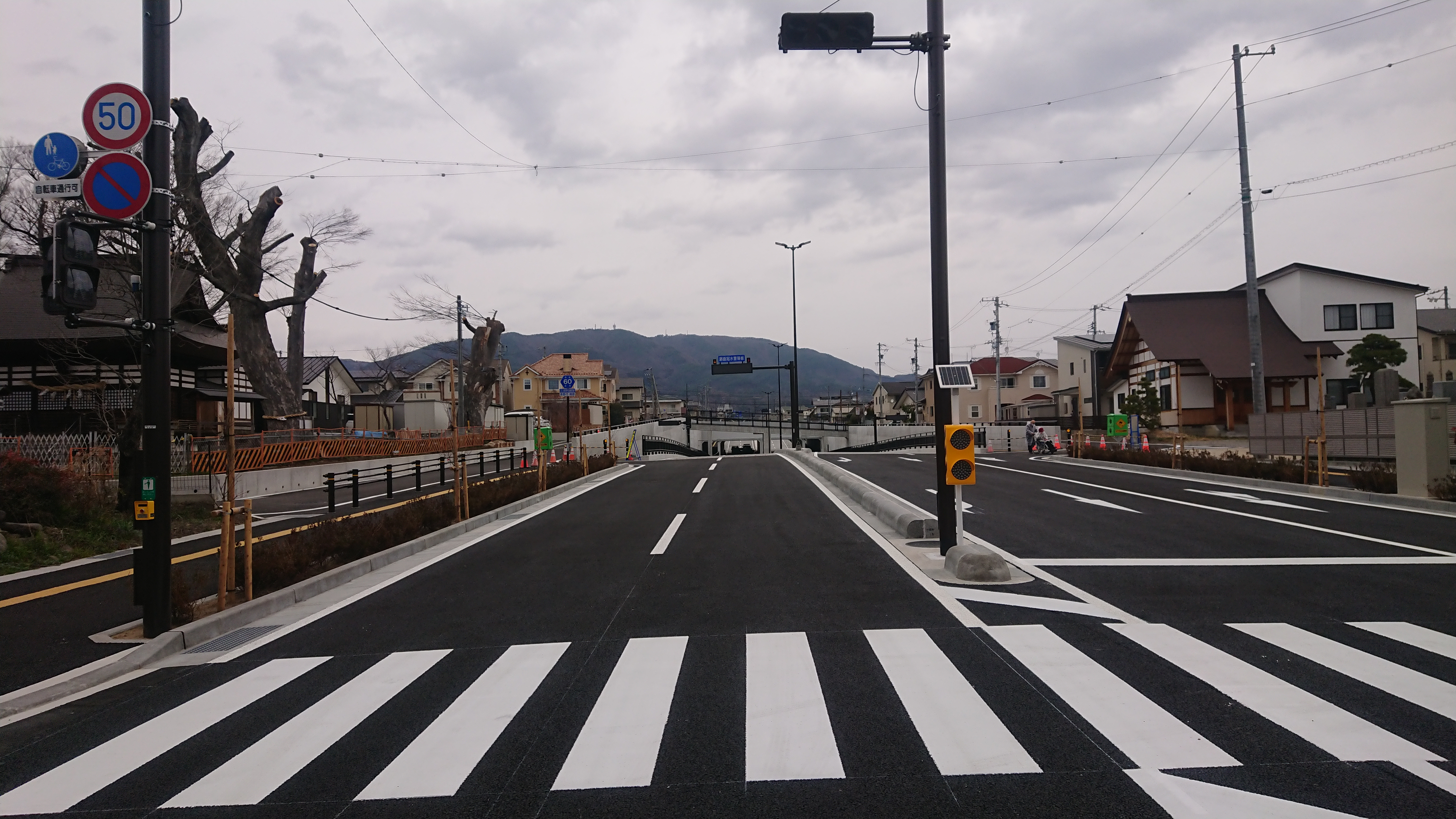
同・北方を望む（桐原一丁目）
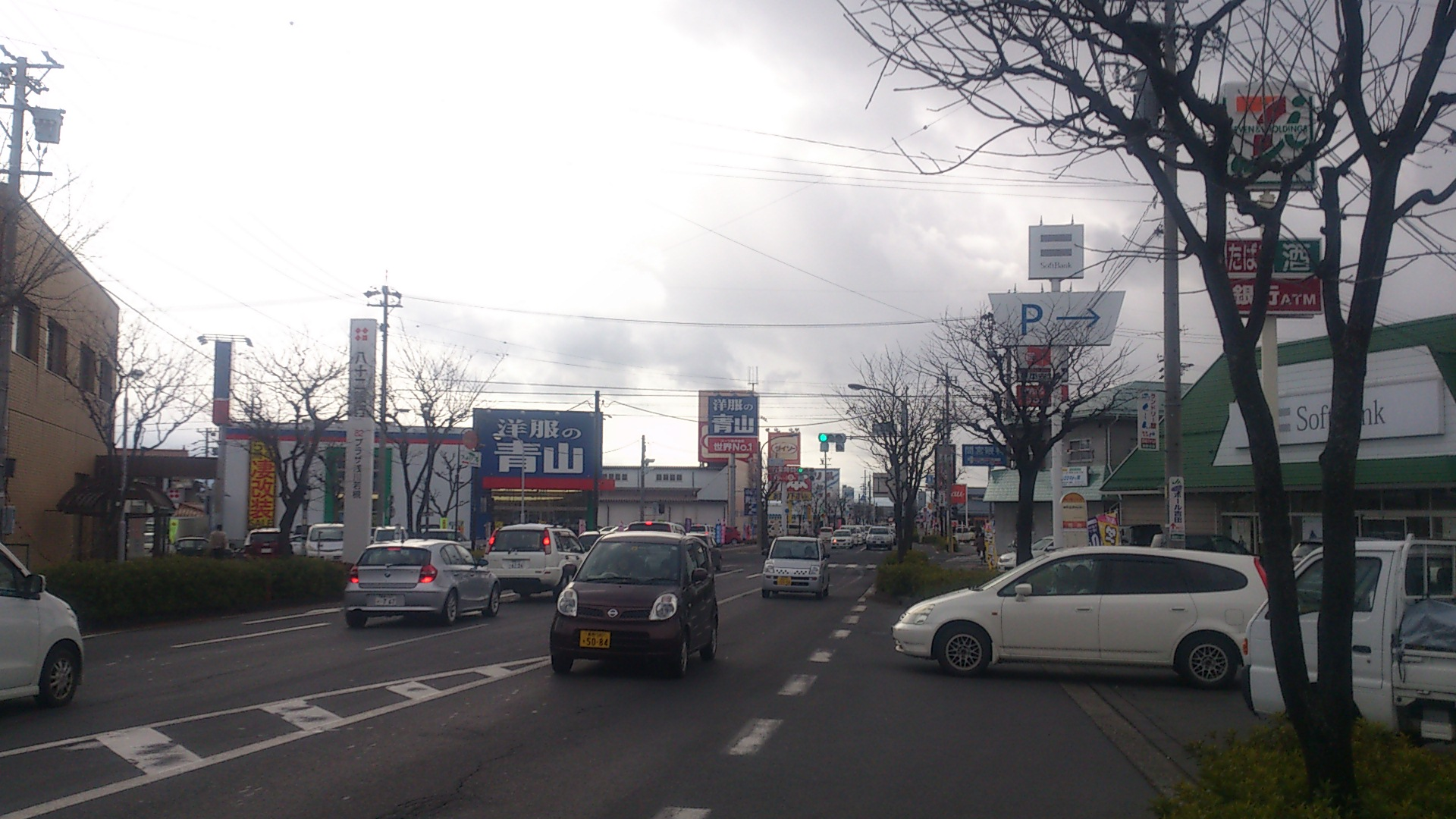
若槻大通りとして開通している区間（稲田一丁目）

### 路線データ
- 起点：長野県長野市高田（国道18号交点）
- 終点：長野県長野市田中（東長野病院北交差点）
- 延長：6,090 m
- 幅員
  - 起点（国道18号交点） - 古牧小学校西交差点（国道19号交点）：22 m（車道4車線・両側歩道） - 計画中
  - 古牧小学校西交差点 - 平林交差点（国道406号交点）：25 m（車道4車線・両側歩道） - 完成・供用中
  - 平林交差点 - 桐原交差点（北長野通り交点）：25 m（車道4車線・両側歩道） - 概成・供用中
  - 桐原交差点 - 長野吉田高校東交差点（SBC通り交点）：25 - 34 m（車道4車線・両側歩道） - 完成・供用中[3]
  - 長野吉田高校東交差点 - 終点：16m（車道2車線・両側歩道） - 完成・供用中

|              | 古牧小学校西 交差点    | 平林 交差点            | 平林 交差点              | 桐原 交差点              | 桐原 交差点              | 長野吉田高校東 交差点    | 長野吉田高校東 交差点    | 東長野病院北 交差点      |
| ------------ | ---------------------- | ---------------------- | ------------------------ | ------------------------ | ------------------------ | ------------------------ | ------------------------ | ------------------------ |
| 都市計画道路 | 都市計画道路高田若槻線 | 都市計画道路高田若槻線 | 都市計画道路高田若槻線   | 都市計画道路高田若槻線   | 都市計画道路高田若槻線   | 都市計画道路高田若槻線   | 都市計画道路高田若槻線   | 都市計画道路高田若槻線   |
| 市道・県道   | 長野市道長野西831号線  | 長野市道長野西831号線  | 長野県道60号長野荒瀬原線 | 長野県道60号長野荒瀬原線 | 長野県道60号長野荒瀬原線 | 長野県道60号長野荒瀬原線 | 長野県道60号長野荒瀬原線 | 長野県道60号長野荒瀬原線 |
| 通称         | 〈高田若槻線〉         | 〈高田若槻線〉         | 〈高田若槻線〉           | 〈高田若槻線〉           | 〈高田若槻線〉           | 〈高田若槻線〉           | 〈若槻大通り〉           | 〈若槻大通り〉           |

## 歴史
- 昭和40年代? - 平林交差点 - 桐原交差点（L=824.7m）開通。
- 1986年（昭和61年）8月 - 長野吉田高校東交差点 - 田中交差点（若槻大通り）開通。
- 2008年（平成20年）3月27日 - 古牧小学校西交差点 - 平林交差点（L=671m）開通。
- 2021年（令和3年）3月28日 - 桐原交差点 - 長野吉田高校東交差点（L=872m）開通。

## 路線状況

### 主要構造物
- 桐原跨線橋（きりはらこせんきょう＝長野市西和田二丁目 - 桐原二丁目）
  - 全長 - 52.35 m
  - 幅員 - 19.4 m（車道4車線・両側歩道）
  - 構造 - 桁橋

しなの鉄道北しなの線・北陸新幹線を越える跨線橋。1968年（昭和43年）架設[4]。JR東日本長野総合車両センターとJR貨物北長野貨物駅との間に架かり、橋上からは双方の広い構内が一望できる。

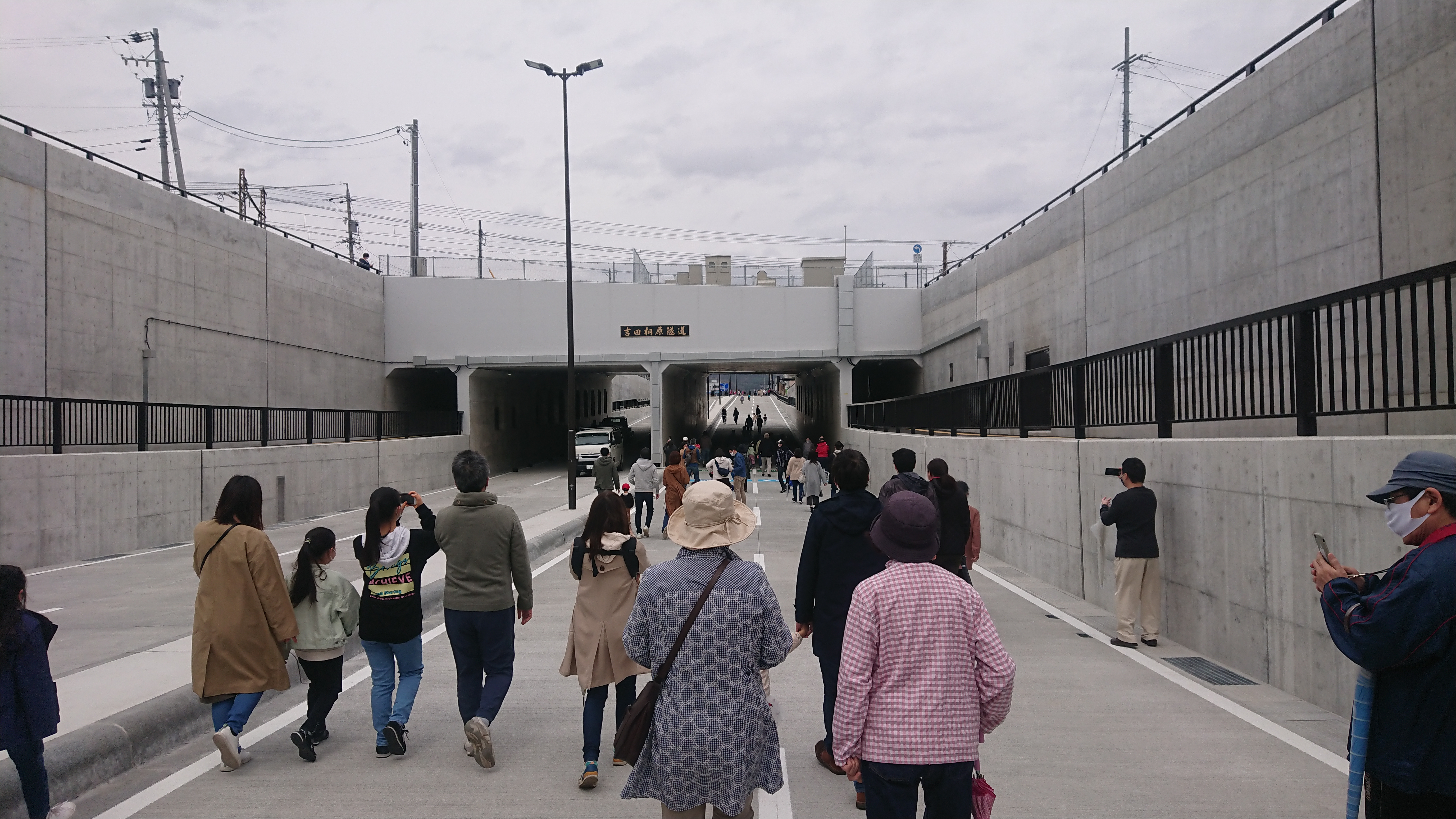
吉田桐原隧道・開通見学会の様子（桐原二丁目）

- 吉田桐原隧道（よしだきりはらずいどう＝長野市桐原二丁目 - 吉田一丁目）
  - 全長 - 約460 m
  - 幅員 - 24.40 m（車道部16.00m＝4車線・歩道部両側各3.00m）
  - 構造 - ボックスカルバート

長野電鉄長野線をくぐる隧道。2021年（令和3年）開通。

## 地理

### 通過する自治体
- 長野県長野市

### 交差する道路
- （長野市高田上高田地籍＝起点）
  - 国道18号

（この間計画中）
- 古牧小学校西交差点（長野市高田五分一＝供用区間起点）
  - 国道19号
- 平林交差点（長野市平林一・二丁目境）
  - 国道406号（平林街道）
- 桐原交差点（長野市桐原一・二丁目境）
  - 長野市道（北長野通り）
- 吉田田町交差点（長野市吉田一丁目）
  - 長野県道399号長野豊野線（相ノ木通り＝旧北国街道）
- 長野吉田高校東交差点（長野市吉田一・二丁目境）
  - 長野市道（SBC通り）

↓ この先は若槻大通りを参照

### 沿道
開通している区間についてのみ述べる。
- 長野市立古牧小学校
- 長野県労働金庫 長野東支店
- 三重公園
- 創価学会 長野平和会館
- ツルヤ 長野中央店
- JR東日本 長野総合車両センター
- 和田公園
- JR貨物 北長野駅
- 本久 本社
  - ケーヨーデイツー 北長野通り店
- 桐原牧神社
- 長野電鉄長野線 桐原駅
- 皇足穂吉田大御神宮

↓ この先は若槻大通りを参照